# Манихино II
Мани́хино II — узловая железнодорожная станция Большого кольца Московской железной дороги в Муниципальном округе Истра Московской области. 
Открыта в 1943 году вместе с постройкой западного полукольца Большого кольца. Названа по одноимённой деревне Манихино. Ближайший населённый пункт — посёлок Агрогородок на северо-западе.
На станции одна низкая пассажирская платформа, островная, находится в кривой, у двух дополнительных путей №3 и №5 к западу от двух главных путей.
Манихино II является узловой станцией: кроме двухпутных перегонов по Большому кольцу на юг на Лукино и на север на Поварово-3, к югу от пассажирской платформы в границах станции находится развязка с Рижским направлением МЖД с тремя ССВ к станции главного хода Манихино I на запад — как с севера кольца (две), так и с юга (одна, построена в 2000-х годах). Для пригородного пассажирского движения используется только западный однопутный съезд (ветка №5, продолжение крайнего пути №5) для заезда электропоезда в Манихино I с возвратом обратно.
На станции останавливаются электропоезда Большого кольца участка Детково — Бекасово-1 — Кубинка-1 — Поварово-2. Три пары в день, часты опоздания но не сильные (на выходных часты сильные опоздания). Электропоезда обслуживаются моторвагонным депо Домодедово, Куровская. (До открытия МЦД-4 обслуживала депо Апрелевка) До открытия МЦД-4 один поезд с Апрелевки был «прямым» с Киевского направления, маршрутом Апрелевка — Бекасово-1 — Поварово-2.
При следовании со стороны Кубинки осуществляется стоянка на платформе Манихино II и смена направления поезда, далее — заезд в Манихино I и возврат обратно в Манихино II, далее — следование в сторону Поварово-2. При движении в обратную сторону всё происходит в обратном порядке.
Некоторые электропоезда следуют по кольцу без стоянок и заезда в Манихино I (в предыдущие годы по расписанию, на зиму 2013 года — только при сильном отставании от графика). В этом случае пересадка на Рижское направление возможна на платформе 165 км. Также при сильном опоздании электропоезд не идёт далее до Поварово-2, а оборачивается по Манихино II, делая станцию временной конечной.
Непосредственно у входных светофоров станции с юга на перегоне к Лукино находится платформа 165 км, с которой возможна пешеходная пересадка на Манихино I.

## Галерея

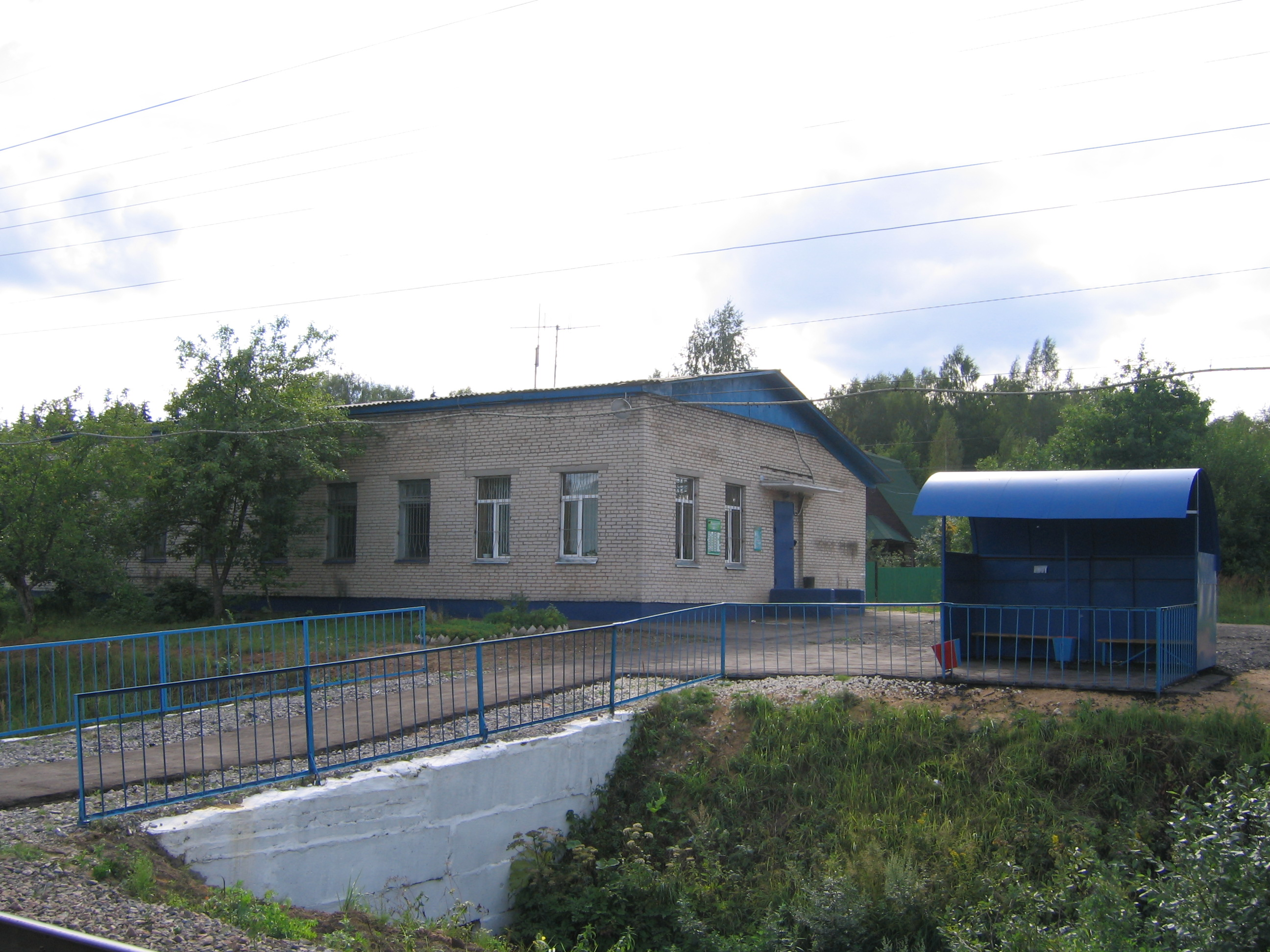
Станционное здание
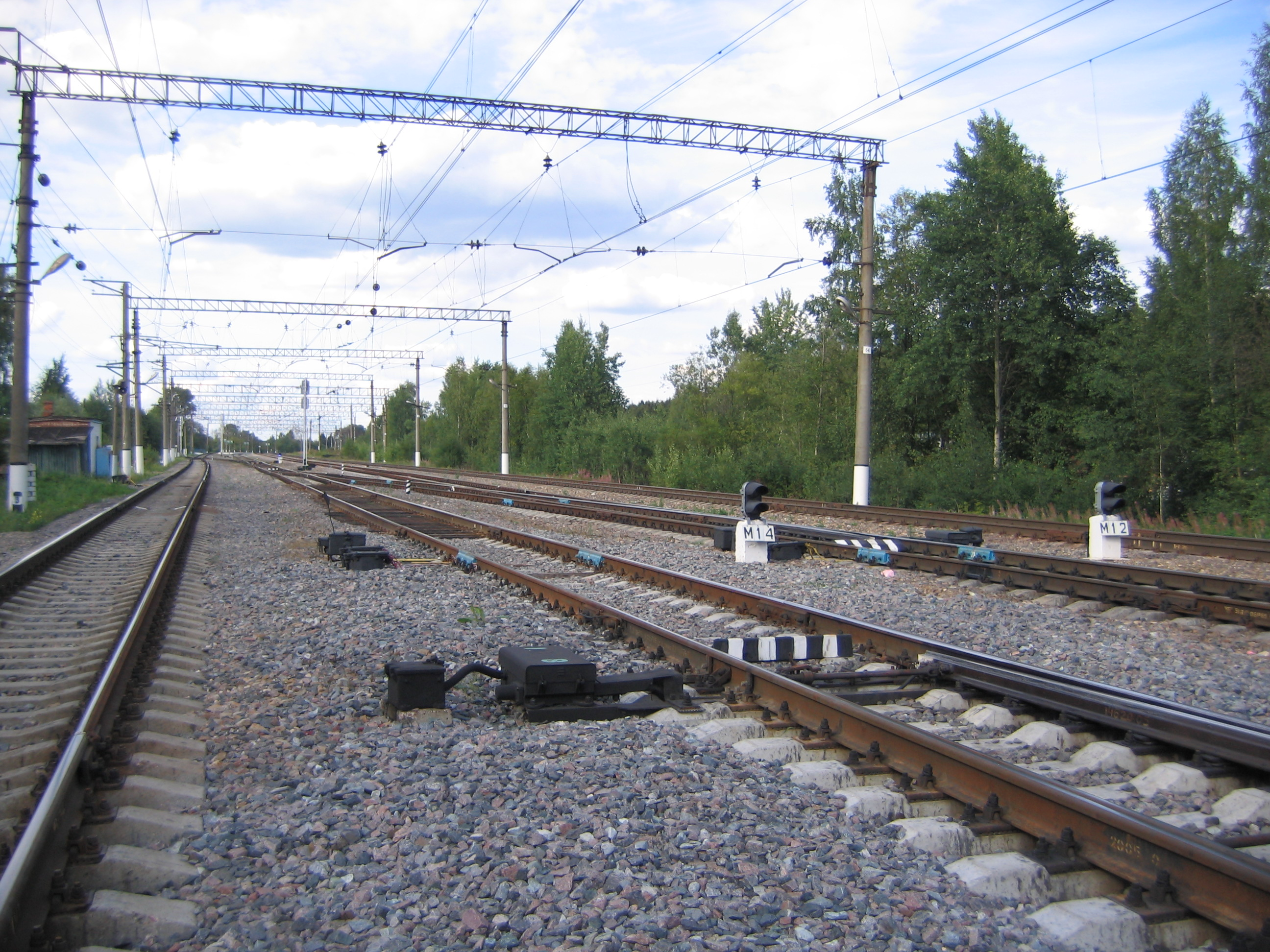
Южная горловина станции
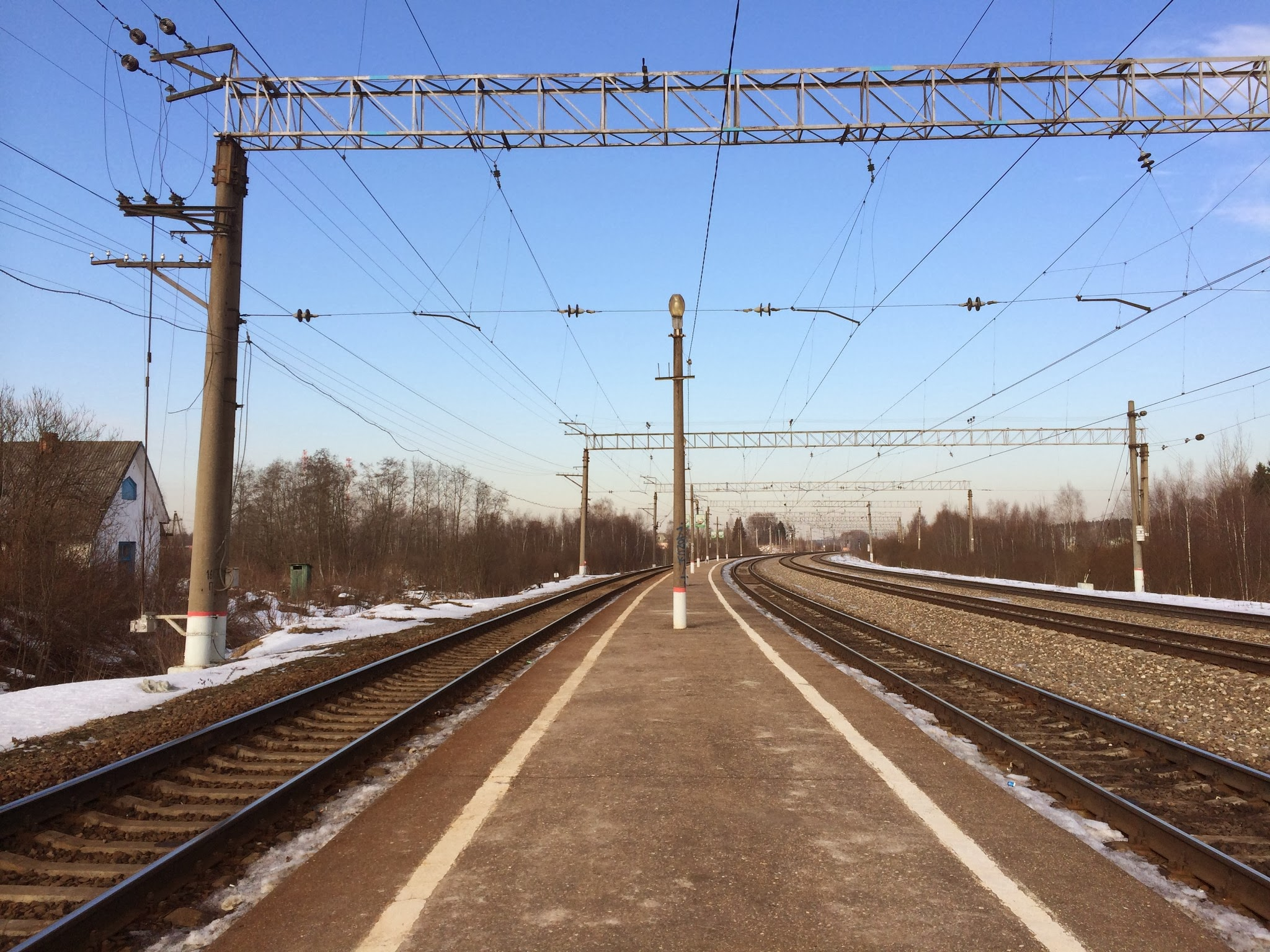
Вид на север с платформы
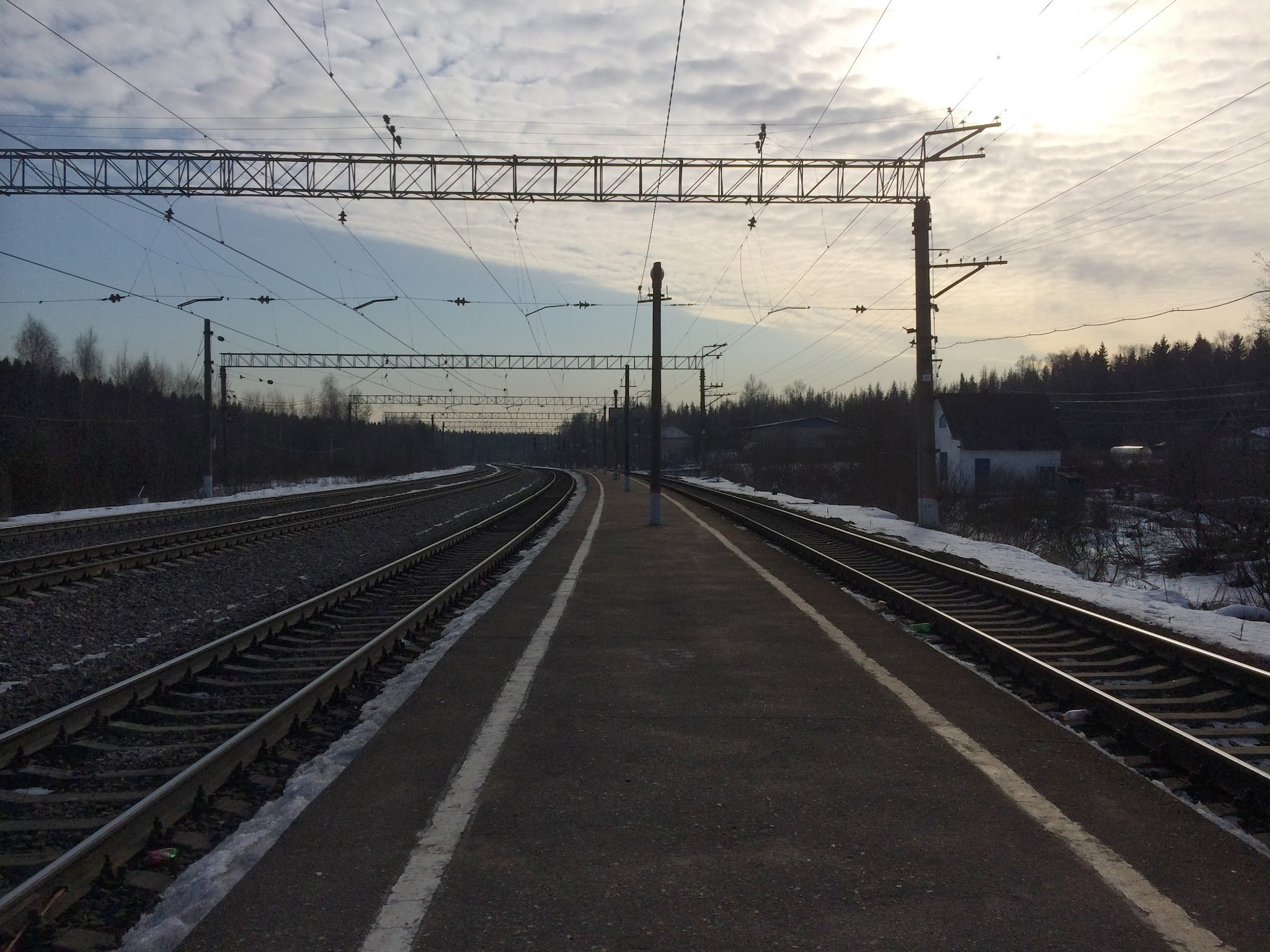
Вид на юг с платформы
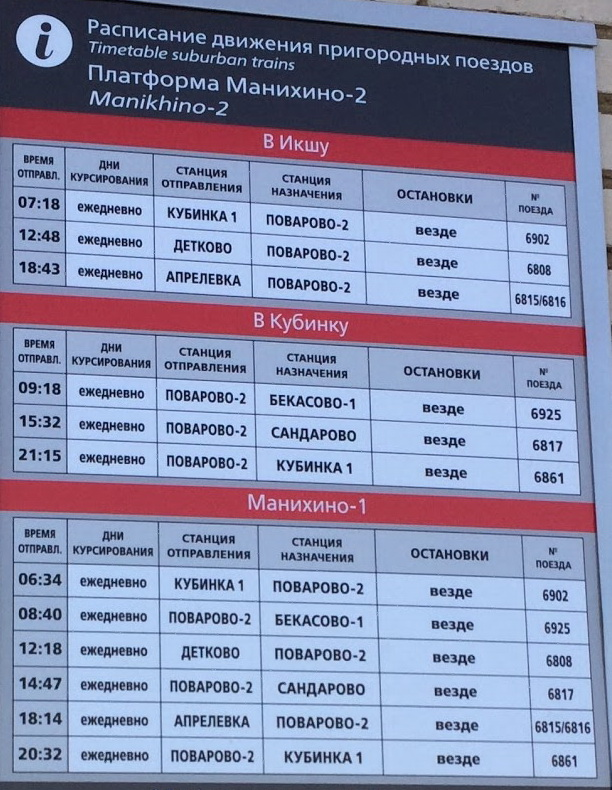
Расписание 2013-2014 гг.
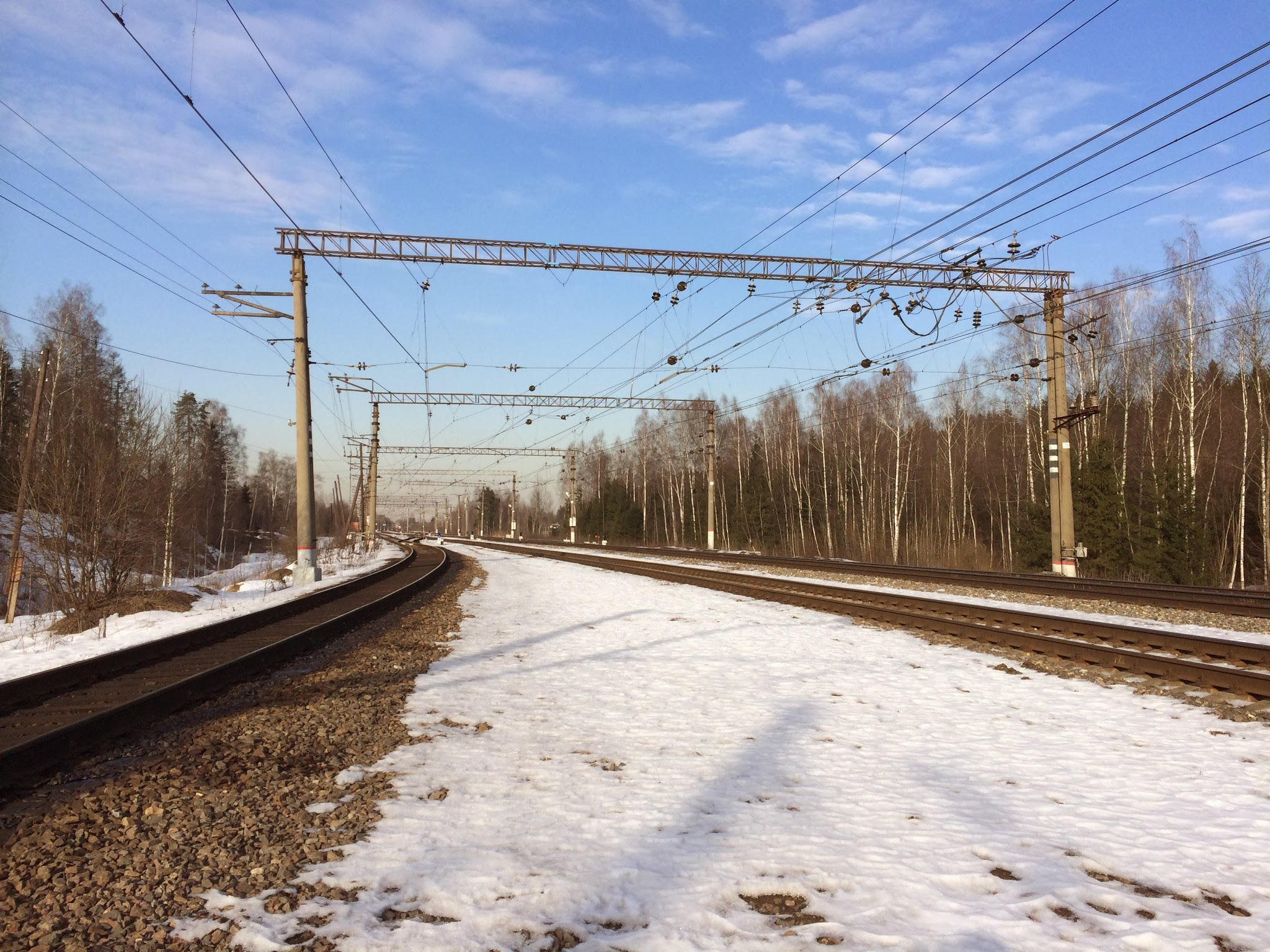
Вид с юга, слева ветка №5 от Манихино-1